# Povos & Países
Povos & Países foi uma coleção da Abril Cultural lançada em forma de fascículos no ano de 1973, trazendo dados sobre aspectos culturais de regiões e países de todos os continentes. Constituiu um total de 1.808 páginas lançadas em 64 fascículos de formato 23x28cm, dispostas em 4 volumes de capa dura. Os fascículos de texto eram acompanhados por discos compactos de vinil que traziam de duas a sete faixas musicais cada um contendo canções e músicas tradicionais ou típicas de cada nação. Os fascículos traziam ainda fichas furadas com receitas de pratos típicos das regiões tratadas.

## Volumes
Volume 1
- Japão
- Itália
- Grã-Bretanha
- França
- Grécia
- Estados Unidos
- Mundo Árabe
- México

Volume 2
- Portugal
- Espanha
- Índia
- Repúblicas Andinas
- Alemanha
- África Tropical
- Israel
- Europa Oriental
- Repúblicas Platinas

Volume 3
- China
- África do Sul
- Suíça
- Antilhas
- Escandinávias
- Austrália e Nova Zelândia
- União Soviética
- Bálcãs

Volume 4
- Sudeste Asiático
- Canadá
- Brasil
- América Central
- Turquia
- Países Baixos
- Irlanda
- Colômbia
- Venezuela
- Guianas

## Músicas
Abaixo segue uma relação das músicas incluídas nos discos de cada fascículo:

### Volume 1
Japão
- Endo Kokichi - Aizu Bandai San (folclore)
- Taeko Kawabe - Meia-Noite de Tóquio (川辺妙子_ミッドナイト東京) (Toshiko Obinata e Kyohei Tsutsumi) [2]
- Asari Miki - Tsugaru Yamauta
- Kouta Koko & Kouta Kokura - Tometemo Kaeru

Itália
- Gloria Christian - Munasterio 'e Santa Chiara
- Sergio Endrigo - La Prima Compagnia
- Orietta Berti - Teresina imbriaguna
- Orietta Berti - La Bella Gigogin
- Orietta Berti - La Biondina in Gondoletta
- Orietta Berti - La Marianna

Grã-Bretanha
- The Pipes and Drums of the 1st Battalion Scots Guards - To the Games
- The Pipes and Drums of the 1st Battalion Scots Guards - Quick March
- The Spinners - Barbara Allen
- The Spinners - Droylsden Wakes

França
- Jacqueline François - Les Feuilles Mortes
- Juliette Grecco - Sous le Ciel de Paris
- Juliette Grecco - Moulin Rouge
- Patachou - Le piano du Pauvre

Grécia
- Melina Mercouri - Zorba
- Melina Mercouri - Samiotissa (O Sol em Nossos Corações)
- Melina Mercouri - Ime Romia
- Melina Mercouri - Ta pedia tou Pirea

Estados Unidos
- Jimmy Rushing - Boogie Woogie
- Bill Haley and the Comets - Rock around the Clock
- Bing Crosby - Preacher
- Ella Fitzgerald - Blue Moon

Mundo Árabe
- Cherif Kheddam - Yabould Essifa
- Conjunto de Música Popular de Hamadi Laghbabi - Danças dos homens dos oásis por ocasião de núpcias
- Conjunto de Música Popular de Hamadi Laghbabi - Danças tradicionais dos beduínos

México
- Trio Los Tucanes - La Cucaracha
- Mariachi Tenochtitlán de Heriberto Aceves - Jesusita en Chihuahua (folclore)
- Mariachi Tenochtitlán de Heriberto Aceves - La Negra (folclore)
- Mariachi Tenochtitlán de Heriberto Aceves - Cucurrucucú Paloma

### Volume 2
Portugal e Espanha
- Ada de Castro - Gente do Povo
- Ada de Castro - Grito que o vento leva
- Los Chiclaneros - El Gato Montés
- Paco de Lucía - Panadoros Flamencos

Índia
- som dos instrumentos típicos (tabla, mridangam, kanjira, pakhawaj, morsing, ghatam, sarangi)
- Ustad Alla Rakha - Taal Vadya Kacheri
- Ustad Alla Rakha - Jugalbandi de pakhawaj e tabla

Repúblicas Andinas
- Carmela - De Terciopelo Negro (Guarania) (Peru)
- Carmela - Hojas que lleva el Viento (Chirihuaqui) (Equador)
- Los Incas - Tikiminiki (Takirari) (Rojas) (Bolívia)
- Ginette Acevedo - Olvídate (Edgar Jofe) (Chile)

Alemanha
- Die Bierzelt Musikanten - In München steht ein Hofbrauhaus (tradicional)
- Die Bierzelt Musikanten - Ich hab mein Herz in Heidelberg verloren
- Freddy - Melodie der Nacht
- Lale Andersen - Lili Marlene

África Tropical
- Myriam Makebo - Malaika
- Myriam Makebo - Sekou Famake
- Myriam Makebo - Ushaka
- Myriam Makebo - Kulala

Israel
- Sarah Gorby - Adama, Adamati
- Sarah Gorby - Chochanat Yaacov
- Sarah Gorby - Hemday
- Sarah Gorby - Yerushala'im shel Zahav
- Sarah Gorby - Sugt nisht az di Geist dem Letzen Weig

Europa Oriental
- Jenő Pertis e seus ciganos - Tavaszi notoa - Czardas (Hungria)
- conjunto folclórico tcheco BROLN - Cimbál a doprovod (Tchecoslováquia)
- Mandoline Club - Wiwat Polka (Polônia)
- Mandoline Club - Oberek, dança folclorica (Polônia)

Repúblicas Platinas
- Oswaldo Pugliese y su orquesta típica - Caminito
- Oswaldo Pugliese y su orquesta típica - Bandoneón Arrabalero
- Luis Alberto del Paraná y los Paraguayos - Noches del Paraguay
- Luis Alberto del Paraná y los Paraguayos - Pájaro Campana

### Volume 3
China
- Canto dos Budistas - gravado no Templo Kuang-Tsi de Pequim
- Música de Hopei - gravado num espetáculo público em Pequim
- Música do Shansi - gravado durante um espetáculo público em Yennan
- Dança Popular do Shensi - gravado durante um espetáculo público em Sian

África do Sul
- Canção das Mulheres Zulu
- Canção dos Guereiros Zulu
- Canção do Principe Simelani
- Rito de Iniciação Xosa
- Canção dos Caminhantes Basuto
- Canção das Mulheres Basuto
- Canção dos Meninos Basuto

Suíça
- Landlerkapelle - Meitli nimm kein alte ma
- Landlerkapelle - Mir wand frohlich sv
- Landlerkapelle - Wenn d´amsle liedt
- Landlerkapelle - En gruess a d´jodellut

Antilhas
- Trio los Imperiales - Peruchi (tumba)
- Conjunto Típico Santa Martha - Yvette - Valse de Curaçao
- The Shell Steelband - Broke Away
- Luis Alberto del Paraná y los Paraguayos - Guantanamera (guajira)

Escandinávia
- Fritjof Anderson e seu conjunto - Den Lycklige Nudisten, polca (Suécia)
- Andres Nibstad e seu conjunto - Gull-Gol, reinlender (Noruega)
- Conjunto Tingluti, Ejnar Kampp (arr.) - Rits-Rats (Dinamarca)
- Conjunto Tingluti, Ejnar Kampp (arr.) - Vrovl i Hatten (nonsense no chapéu)
- Conjunto Tingluti, Ejnar Kampp (arr.) - Jeg gik mig ud om kvaelden (eu saí à tarde)

Austrália e Nova Zelândia
- Kamahl - Shame (Greg Anderson) (Austrália)
- Kamahl - The Boy from Dundee (Nova Zelândia)
- Kamahl- Falling in love again (Austrália)
- Kamahl - Journey Out of Darkness

União Soviética
- Orquestra Russa de Balalaikas - Planície, Minha Planície
- Coro Nacional da URSS - Canto dos Barqueiros do Volga
- Orquestra Russa de Balalaikas - Kalinka
- Coro Nacional da URSS - Os Sinos da Tarde

Bálcãs
- Orquestra Folclórica e Coros do Teatro Nacional Iugoslavo - Danças e Canções Sérvias (Iugoslávia)
- Constantin Dobre - Doina Oltului, flauta de pã (Romênia)
- Coro e Orquestra do Conjunto Estatal Búlgaro - Canção do Dia de São Lázaro
- Coro e Orquestra do Conjunto Estatal Búlgaro - Um Velho ara uma Colina
- Coro e Orquestra do Conjunto Estatal Búlgaro - Eles se encontraram

### Volume 4
Sudeste Asiático
- Pey Keo (Camboja)
- Thao Salilath - Lot Fay Tay Lang (Laos)
- Lebah - Gambang Suling (Indonésia)
- M. Rivany - Krontjong Moritsko

Canadá
- The Bells - Moody Manitoba Morning
- Jacques Campion - Tant qu'il en aura
- G. Hampson - Mon Pays (Gilles Vigneault)
- G. Hampson - Yesterday´s Dream (Hartfield)

Brasil
- Manezinho Araújo - Cuma é o nome dele?
- Quarteto em Cy - Saudades da Bahia
- Ismael Silva - Se você jurar
- Vanja Orico - Prenda Minha

América Central
- Mildred y Manolo con Las Guitarras Latinas - De la caña se hace el guaro (Costa Rica)
- Mildred y Manolo con Las Guitarras Latinas - Alma, Corazón y Vida (Nicarágua)
- Mildred y Manolo con Las Guitarras Latinas - Milagroso Señor de Esquipulas (Guatemala)
- Mildred y Manolo con Las Guitarras Latinas - Vete de Aquí (El Salvador)

Turquia
- Turk Folklor Kurumu Adnan Ataman - Şu Karşı Yaylada Göç Katar Katar
- Turk Folklor Kurumu Adnan Ataman - Bahçeye Gel
- Turk Folklor Kurumu Adnan Ataman - Mineler
- Turk Folklor Kurumu Adnan Ataman - Ufacık Tefecik

Países Baixos
- Serge e Christine Ghisoland - À La Folie ou Pas du Tout (Bélgica)
- Jacques Brel - Les Flamandes (Bélgica)
- Liesbeth List - Neurenberger Droom (Holanda)
- Liesbeth List - Leonardo (Holanda)

Irlanda
- The McPeake Family - Belfast Street Songs
- The McPeake Family - The Next Market Day
- The McPeake Family - Out in the Ocean
- The McPeake Family - Dumb, Dumb, Dumb

Colômbia, Venezuela e Guianas
- Carmela - Silverio, Facundo y La Luna (Colômbia)
- Oscar Nieuwendam - Di m´g ´a kondre (Suriname)
- Carmela - Partida (Venezuela)
- Narcisso y Los Troncos - O Sera Vapor